# لوئیجی فدریکو منابریا
لوئیجی فدریکو منابریا (انگلیسی: Luigi Federico Menabrea؛ ۴ سپتامبر ۱۸۰۹ – ۲۴ مهٔ ۱۸۹۶) یک ریاضی‌دان، سیاست‌مدار و دیپلمات اهل فرانسه بود.
وی همچنین برنده جوایزی همچون لژیون دونور (شوالیه)، لژیون دونور (فرمانده)، و لژیون دونور (صلیب بزرگ) شده است.